# تيار الإصلاح الوطني
تيار الإصلاح الوطني حزب سياسي عراقي تأسس في عام 2008 على يد رئيس الوزراء العراقي الأسبق إبراهيم الجعفري. يُعد الحزب حزبًا إسلاميًا شيعيًا.
كان الجعفري الأمين العام لحزب الدعوة الإسلامية عند انتخابه رئيسًا للوزراء. وبعد انتخابات البرلمان العراقي كانون الأول 2005، عارض الأكراد والسنة تجديد ولايته. أختير نوري المالكي، وهو أيضًا من حزب الدعوة الإسلامية، كمرشح توافقي ليحل محله، كما تولى المالكي منصب الأمين العام للحزب في مايو 2007.

## انتخابات مجالس المحافظات العراقية 2009
فاز الحزب بعدد من المقاعد في الانتخابات المحلية العراقية 2009، ليصبح رابع أكبر فصيل شيعي:
| المحافظة | المقاعد | من أصل |
| -------- | ------- | ------ |
| بغداد    | 2       | 55     |
| بابل     | 2       | 30     |
| البصرة   | 1       | 34     |
| ديالى    | 1       | 29     |
| ذي قار   | 4       | 31     |
| كربلاء   | 1       | 27     |
| القادسية | 3       | 28     |
| ميسان    | 4       | 27     |
| المثنى   | 3       | 26     |
| النجف    | 3       | 28     |
| واسط     | 1       | 28     |

## الانتخابات البرلمانية 2010
في الانتخابات البرلمانية العراقية 2010، انضم التيار إلى أحزاب دينية شيعية أخرى لتشكيل التحالف الوطني العراقي، قاد الجعفري قائمة التحالف في بغداد، وتولى رئاسة التحالف. إلا أن حزبه فاز بمقعد واحد فقط، وكان من نصيب الجعفري نفسه، الذي حصل على أكثر من 100,000 صوت.

## الانتخابات البرلمانية 2014
شارك تيار الإصلاح الوطني في الانتخابات البرلمانية العراقية 2014 تحت إسم (تيار الإصلاح الوطني/الدكتور الجعفري)، وتمكن من الفوز بستة مقاعد في البرلمان العراقي من أصل 327 مقعدًا.